# Santa Cruz (ort i Honduras, Choluteca)
Santa Cruz är en ort i Honduras.   Den ligger i departementet Choluteca, i den södra delen av landet, 90 km söder om huvudstaden Tegucigalpa. Santa Cruz ligger 21 meter över havet och antalet invånare är 1 174.
Terrängen runt Santa Cruz är huvudsakligen platt, men åt nordväst är den kuperad. Terrängen runt Santa Cruz sluttar söderut. Runt Santa Cruz är det ganska tätbefolkat, med 116 invånare per kvadratkilometer. Närmaste större samhälle är Ciudad Choluteca, 17,7 km öster om Santa Cruz. Omgivningarna runt Santa Cruz är en mosaik av jordbruksmark och naturlig växtlighet.